# Liste des députés européens du Danemark de la 1re législature
Lors des élections européennes de 1979, 16 députés européens sont élus au Danemark. Leur mandat débute le 16 juillet 1979 et se termine le 23 juillet 1984.
| Député                                                   | Parti                                               | Groupe |
| -------------------------------------------------------- | --------------------------------------------------- | ------ |
| Jørgen Bøgh                                              | Mouvement populaire contre la Communauté européenne | CDI    |
| Jens-Peter Bonde                                         | Mouvement populaire contre la Communauté européenne | CDI    |
| Else Hammerich                                           | Mouvement populaire contre la Communauté européenne | CDI    |
| Sven Skovmand                                            | Mouvement populaire contre la Communauté européenne | CDI    |
| Eva Gredal                                               | Social-démocratie                                   | SOC    |
| Eggert Petersen (remplace Mette Groes le 9 octobre 1980) | Social-démocratie                                   | SOC    |
| Ove Fich (remplace Kjeld Olesen le 7 novembre 1979)      | Social-démocratie                                   | SOC    |
| Finn Lynge                                               | Siumut                                              | SOC    |
| Niels Jørgen Haagerup                                    | Venstre                                             | LD     |
| Jørgen Brøndlund Nielsen                                 | Venstre                                             | LD     |
| Tove Nielsen                                             | Venstre                                             | LD     |
| Kent S. Kirk                                             | Parti populaire conservateur                        | DE     |
| Poul Møller                                              | Parti populaire conservateur                        | DE     |
| Erhard V. Jakobsen                                       | Démocrates du centre                                | PPE    |
| Bodil Boserup                                            | Parti populaire socialiste                          | COM    |
| Kai Nyborg                                               | Parti du progrès                                    | DEP    |

## Source
- Les députés de la première législature, site du Parlement européen.